# Меридијанвил (Алабама)
Меридијанвил (енгл. Meridianville) насељено је место без административног статуса у америчкој савезној држави Алабама.

## Демографија
По попису из 2010. године број становника је 6.021, што је 1.904 (46,2%) становника више него 2000. године.
| Група             | 2000.         | 2010.         |
| Белци             | 3.550 (86,2%) | 4.501 (74,8%) |
| Афроамериканци    | 387 (9,4%)    | 1.112 (18,5%) |
| Азијати           | 30 (0,7%)     | 100 (1,7%)    |
| Хиспаноамериканци | 29 (0,7%)     | 164 (2,7%)    |
| Укупно            | 4.117         | 6.021         |